# جان شاو (قایقران قایق بادبانی)
جان شاو (انگلیسی: John Shaw؛ زادهٔ ۲۳ مهٔ ۱۹۳۷) قایقران قایق بادبانی اهل استرالیا بود.